# 宇佐別府道路
宇佐別府道路（日语：／ Usa Beppu dōro */?），是一條連接宇佐IC與速見IC的國道10號繞道（一般國道快速道路）。此公路全部區間與東九州自動車道重疊，並由西日本高速道路以一般收費道路型式管理。為北大道路的一部分。此繞道兩端則連接大分自動車道速見支線與宇佐別府道路，為全國路線網之一。
由於全線位於高山之間，沿線地區部分時間會有霧，而需要降低車速限制，當發生濃霧使能見度很低時，全線將會禁止通行。

## 概要
- 起點：大分縣宇佐市大字山本
- 終點：大分縣速見郡日出町大字南畑
- 全長：22.4km
- 規格：第1種第3級
- 道路寬度：20.5m
- 行車線：暫定2車道
- 設計速度：80km/h
- 道路收費期限：2050年（平成62年）8月15日

## 年表
- 1993年（平成5年）3月15日：院內IC至速見IC之間開通。
- 1994年（平成6年）12月25日：宇佐IC至院內IC之間開通。
- 2010年（平成22年）6月28日：高速道路免費化社會實驗開始。過路費暫時免費。
- 2011年（平成23年）6月20日：高速道路免費化社會實驗暫停。

## 交流道與出入口
- IC：交流道，TB：設於主線之收費站（料金所），BS：巴士站。
- 所有交流道中，如果連接道路名中沒有內容，則連接市/町道。
- 在BS一欄中，○/●為使用中，◆為停用中。其餘則沒有巴士站。

| IC編號                    | 施設名             | 連接路線名                  | 自起點 距離(km) | BS | 備註           | 所在地 |
| ------------------------- | ------------------ | --------------------------- | --------------- | -- | -------------- | ------ |
| 大分自動車道速見支線      |                    |                             |                 |    |                |        |
| 1                         | 速見IC             | 縣道24號日出山香線 日出繞道 | 0.0             |    |                | 日出町 |
| 1-1                       | 大分農業文化公園IC | 縣道42號山香院内線（繞道）  | 6.3             |    |                | 宇佐市 |
| 2                         | 安心院IC           | 縣道42號山香院内線          | 12.6            | ◆  |                | 宇佐市 |
| 3                         | 院内IC/TB          | 國道387號                   | 17.8            |    | 大分方向出入口 | 宇佐市 |
| 4                         | 宇佐IC             | 東九州自動車道（預計）      | 22.4            |    |                | 宇佐市 |
| 宇佐道路 北九州、中津方向 |                    |                             |                 |    |                |        |

## 外部連結
- 西日本高速道路株式會社（页面存档备份，存于）
- 西日本高速道路株式會社九州分社（页面存档备份，存于）
- 國土交通省 九州地方整備局 大分河川國道事務所（页面存档备份，存于）